# Quarta generazione delle console
La quarta generazione delle console per videogiochi (conosciuta anche come era dei 16-bit) ebbe la diffusione di sistemi a 16-bit, oltre che l'apice della rivalità di SEGA e Nintendo.

## Le prime console a 16-bit
L'era dei 16-bit iniziò nell'ottobre del 1987 in Giappone con la distribuzione del PC Engine, il risultato della collaborazione tra NEC e Hudson Soft (benché la CPU della macchina fosse ad 8-bit, il coprocessore grafico era a 16-bit). Il PC Engine fu seguito dal Sega Mega Drive (chiamato Genesis negli Stati Uniti), distribuito nel 1988. Entrambe vennero lanciate negli Stati Uniti nel 1989 (la macchina della NEC come TurboGrafx-16), mentre in Europa arrivarono l'anno successivo. Nello stesso anno nacque anche il Super Nintendo, evoluzione del NES.
Questa annata di console si contraddistingue dalla precedente per grafiche con animazioni più dettagliate e realistiche. Abbiamo inoltre i primi cenni di giochi tridimensionali benché bisognerà aspettare quella successiva per del vero 3D. Questa generazione di console terminò nel 2004 con la dismissione ufficiale del Neo Geo.

### Console
| Nome               | TurboGrafx-16/PC Engine                                                                        | Sega Mega Drive/Genesis                                                             | Neo Geo                                                                                              |
| ------------------ | ---------------------------------------------------------------------------------------------- | ----------------------------------------------------------------------------------- | --- |
| Immagine           |                                                                                                |                                                                                     | |
| Prezzo di lancio   | US$249.99                                                                                      | US$190.00                                                                           | US$649.99                                                                                            |
| Data distribuzione | - 30 ottobre 1987 - 1º settembre 1989 - 1990                                                   | - 29 ottobre 1988 - 15 settembre 1989 - 30 novembre 1990                            | - 1990 - 1991 - 1991                                                                                 |
| Media              | - schede di memoria - CD-ROM (add-on)                                                          | - Cartucce - CD-ROM (con Sega Mega CD) - schede di memoria                          | - Cartucce - CD-ROM (Neo Geo CD - anche come sistema separato) - schede di memoria (Europa/Giappone) |
| Titoli più venduti | n.d.                                                                                           | Sonic the Hedgehog 2, 6 milioni(al giugno 2006)                                     | n.d.                                                                                                 |
| Retrocompatibilità | Nessuna                                                                                        | Sega Master System (utilizzando il Power Base Converter)                            | Nessuna                                                                                              |
| Accessori          | - TurboGrafx-CD - TurboTap - TurboStick - Super System Card - TurboBooster - TurboBooster Plus | - Sega Mega CD - Sega 32X - Mouse - Menacer - Power Base Converter - Sega Activator | - Neo Geo Controller Pro - Neo Geo Memory Card - NeoGeo CD                                           |
| CPU                | HuC6280A (65SC02 modificato) 1.79 or 7.16 MHz                                                  | Motorola 68000 7.67 MHz (7.61 MHz PAL)                                              | Motorola 68000 12 MHz                                                                                |
| Memoria            | 8 KiB work RAM 64 KiB video RAM                                                                | 64 KiB main RAM 64 KiB video RAM 8 KiB audio RAM                                    | 64 KiB main RAM 74 KiB video RAM 2 KiB audio RAM                                                     |

| Nome               | Super Nintendo Entertainment System/Super Famicom                         | CD-i                             | Super A'can                                                   |
| ------------------ | ------------------------------------------------------------------------- | -------------------------------- | ------------------------------------------------------------- |
| Immagine           |                                                                           | Philips CD-i                     |                                                               |
| Prezzo di lancio   | US$199.99                                                                 | US$400.00                        | ?                                                             |
| Release date       | - 21 novembre 1990 - 13 agosto 1991 - 11 aprile 1992                      | - 1991                           | - 25 ottobre 1995                                             |
| Media              | - Cartucce - Dischi magnetici (solo Giappone) - Floptical (solo Giappone) | - VCD, CD+G, - CD-i, - CD audio, | - Cartuccia ROM                                               |
| Titoli più venduti | Super Mario World, 20 milioni(al 25 giugno 2007)                          | n.d                              | n.d                                                           |
| Retrocompatibilità | Game Boy, NES (non ufficiale)                                             | Nessuna                          | Nessuna                                                       |
| Accessori          | - Super Scope - Multitap - Super Game Boy - SNES Mouse                    | Nessuno                          | Nessuno                                                       |
| CPU                | Nintendo-custom 5A22 (basato su 65C816) 3.58 MHz (3.55 MHz PAL)           | n.d                              | Motorola 68000 (o equivalente) a 16-bit con clock a 10.74 MHz |
| Memoria            | 128 KiB main RAM 64 KiB video RAM 64 KiB audio RAM                        | n.d                              | RAM del sistema principale: 64KByte                           |

## Console portatili
Con il Game Boy inizia la grande diffusione dei sistemi portatili a cartucce, dieci anni dopo l'esperimento non troppo riuscito del Microvision. Grazie alle dimensioni ridotte, all'autonomia delle batterie e ad un parco titoli di tutto rispetto, il Game Boy ha ottenuto un enorme successo, nonostante rivali (Game Gear e Atari Lynx) tecnicamente superiori.

### Comparazione
| Console            | Game Boy | Atari Lynx              | Sega Game Gear                             | Watara Supervision  |
| ------------------ | --- | ----------------------- | ------------------------------------------ | ------------------- |
| Immagine           | |                         |                                            |                     |
| Prezzo di lancio   | ¥13,300 US$109.99 | US$189.99               | ¥14,500 US$149.99 AUD $155                 | £585.00 HK$7,950.00 |
| Data distribuzione | - 21 aprile 1989 - 31 luglio 1989 - 28 settembre 1990                                                                           | - settembre 1989 - 1990 | - 6 ottobre 1990 - , 26 aprile 1991 - 1992 | - 13 gennaio 1992   |
| Media              | Cartucce | Cartucce                | Cartucce                                   | Cartucce            |
| Titoli più venduti | - Tetris, 33 milioni(incluso nella confezione). - Pokémon Rosso, Blu, e Verde, circa 20.08 milioni complessivi(Giappone e USA). | n.d.                    | n.d.                                       | n.d.                |